# Michael Stuart Brown
Michael Stuart Brown (Brooklyn, New York, 13 april 1941) is een Amerikaanse wetenschapper op het gebied van de genetica. In 1985 won hij, samen met collega Joseph L. Goldstein de Nobelprijs voor de Fysiologie of Geneeskunde voor het beschrijven van de regulatie van het cholesterolmetabolisme.

## Biografie
De Joodse Amerikaan Brown werd geboren in Brooklyn als zoon van Harvey en Evelyn Katz Brown. Hij studeerde in 1963 aan de Universiteit van Pennsylvania af in scheikunde en behaalde in 1966 zijn M.D. aan de Pennsylvania Medical School. Hij verhuisde vervolgens naar Dallas om daar aan het medisch centrum van de Universiteit van Texas onderzoek te gaan verrichten naar het metabolisme van cholesterol.
In 1972 ontdekte hij samen met zijn collega Joseph L. Goldstein dat menselijke cellen receptoren bevatten voor Low Density Lipoproteïne of LDL (een bepaald soort lipoproteïne) die cholesterol aan de bloedstroom onttrekken. Een gebrek aan LDL-receptoren is de oorzaak van familiaire hypercholesterolemie, een erfelijke aandoening die de kans op cholesterol-gerelateerde ziekten sterk vergroten. Hun werk verschafte belangrijke inzichten in o.a. het verband tussen verhoogde cholesterolgehaltes en (ischemische) hartklachten.
Brown is nog steeds aan de universiteit van Texas verbonden, waar hij onder meer leiding geeft aan het onderzoek op het gebied van cholesterol en atheromatose. Hij wordt algemeen erkend als een van de meest vooraanstaande wetenschappers van zijn vakgebied.

## Belangrijke wetenschappelijk onderscheidingen (selectie)
- In 1984 won hij de Louisa Gross Horwitz Prize van de Columbia University, samen met collega Joseph L. Goldstein
- In 1985 won hij de Nobelprijs voor de Fysiologie of Geneeskunde, eveneens samen met Goldstein
- In 1988 ontving hij de National Medal of Science, de hoogste academische onderscheiding in de Verenigde Staten